# تل بزيخ
بزيخ تل وخرائب أثرية واسعة في جنوب العراق وتحديداً تقع على نحو (25 كم) من غرب قلعة سكر التي على نهر الغراف. وقد ذكر الأثري العراقي فؤاد سفر انه عثر بالصدفة على آثار في بزيخ تعود إلى أواخر فجر السلالات إقتنت بعضها جامعة ييل الأمريكية، ومن هذه الآثار كتابات مسمارية وأقداح نذرية منقوشة بأسماء من أهداها، ورد في بعضها الأسم القديم لهذه المدينة وهو (بزخينا:Bazachina)، وما زالت خرائبها تعرف بالإسم ذاته. وتل بزيخ الأثري الواقع في قلعة سكر التابعة حينها إلى قضاء الرفاعي في أراضي الغراف التابعة إلى محافظة ذي قار (لواء المنتفك سابقاً)، وهذا التل واقع في الجانب الغربي من نهر الغراف وعلى مقربة من نهر مندرس يسميه الأعراب نهر (العُنُك) وهي لهجة تعني (العُنُق). وللأب أنستاس الكرملي مقال في مجلة لغة العرب يذكر فيه بزيخ فيقول: هو (بيت بزيخا) ومعناه مكان الهزء والسخرية. وفي سنة (1952م) عثرت هيئة من دائرة الآثار العراقية في تل بزيخ على بعض آثار، من بينها عدد من الآجر، حيث جاء اسم المدينة القديمة بصورة  (زبالم) مختوماً على هذا الآجر بعلامات مسمارية، كانت تقرأ سابقاً باسم (خلاب).